# 캐나다 적십자사
캐나다 적십자사 (Canadian Red Cross Society)는 192개의 적십자사 및 적신월사 협회 중 하나이며, 캐나다의 인도주의적 자선 단체이다. 이 기구는 민간 기부금과 캐나다 정부 부처로부터 자금을 받는다.
캐나다 적십자사는 긴급대응·재난대응·재난지원 자원봉사자를 양성하고, 야외활동 안전·구급훈련 등 부상예방 서비스를 제공한다. 이 협회는 국제적 적십자 네트워크를 통해, 무력 충돌의 희생자와 재난으로 파괴된 지역사회를 포함한 세계의 취약한 사람들을 돕는다. 캐나다 적십자사는 캐나다 혈액 공급도 담당했지만, 오염된 혈액 스캔들의 여파로 그 책임이 그들에게서 없어졌다.
현재 캐나다 적십자사의 사무총장 겸 CEO는 콘래드 소베이다.

## 역사

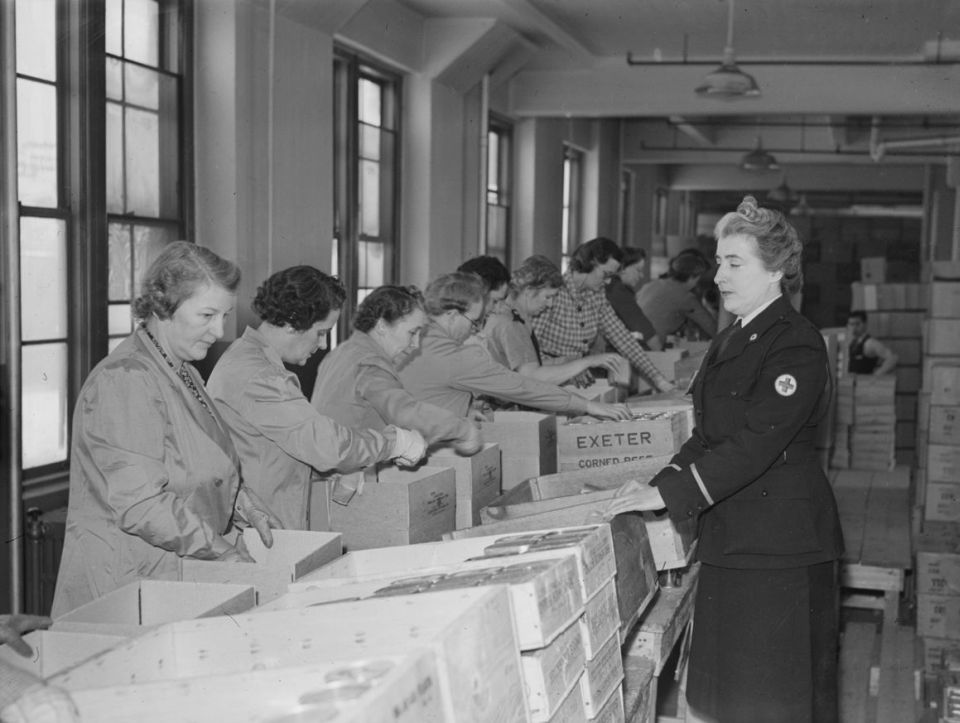
캐나다 적십자사의 자원 봉사자들이 2차 세계 대전 동안 전쟁 포로들을 위해 꾸러미를 모은다.

캐나다 적십자사는 1896년 가을에 영국 적십자사(당시에는 전쟁 중 병들고 부상당한 사람들을 돕기 위한 전미 협회)의 계열사로 설립되었다. 조지 라이슨은 캐나다의 세인트 존스를 설립했다. 1895년 존 앰뷸런스 협회는 이 단체의 창립을 주도했다. 캐나다 적십자사법(1909)은 제네바 협약에 따라 자원봉사를 담당하는 캐나다 법인으로서 적십자사를 합법적으로 설립하였다.
캐나다 적십자사의 첫 국제적 활동은 보어 전쟁 당시 남아프리카에서 부상당한 사람들을 치료하는 것이었다.
1918년 제1차 세계 대전이 끝난 후, 그 협회는 공중 보건 간호사를 양성하기 시작했다. 윌버포스 적십자 전초기지는 1922년에 설립되었다.건강한 삶을 증진시키기 위해 고안된 어린이 프로그램인 주니어 적십자가 캐나다 전역의 학교에 설치되었다.
수년 동안 캐나다 적십자사는 의료 목적으로 기증자로부터 사람의 피를 채취하는 일을 담당했다. 캐나다 혈액 서비스의 오타와 지부는 메트카프 가에 있는 한 건물에서 운영되었는데, 메리 앨리스 대너가 제2차 세계 대전 중 실종된 윌리엄 듀이 하야드 R.C.A.F. 중사를 기리기 위해 기증했다. 지점은 나중에 플리머스 스트리트로 이전했다. 1998년, 채혈 과정에서 심각한 결함이 발견된 후, 협회는 이 서비스를 제공하는 것을 중단했다.
캐나다 적십자는 2009년 5월에 100주년을 기념했다. 2017년 적십자는 미국에서 캐나다로 국경을 넘어오는 망명 신청자들에게 음식과 피난처, 의약품을 제공했다.

## 캐나다의 프로그램

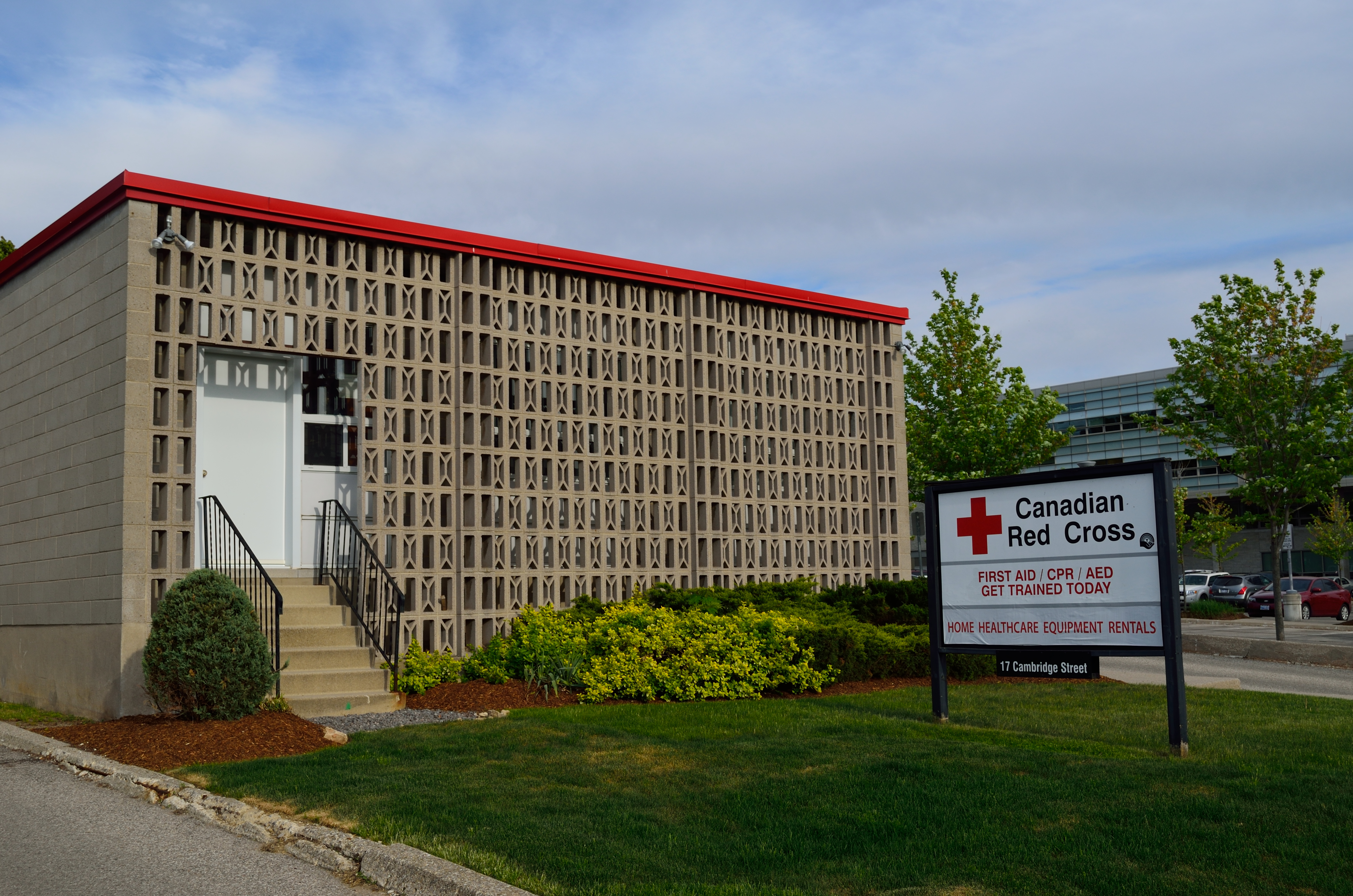
케임브리지 캐나다 레드 크로스 센터

### 응급 및 재난
캐나다 적십자는 캐나다인들이 위급하거나 재난을 겪는 것을 돕는다. 조직은 정부, 긴급 대응자, 비상 관리 및 기타 조직과 협력하여 대응 활동을 지원한다. 또한 가족 재통합, 숙박, 접수 및 정보, 음식, 의복, 응급처치, 어린이 또는 노인 임시 돌봄, 기타 지원과 같은 개인 서비스를 포함한 사람들의 기본적인 필요를 위한 지원을 제공한다.
2022년 2월 캐나다 적십자사는 2021년 11월 14일부터 시작된 브리티시컬럼비아주의 홍수 및 극한 기후 현상으로 인해 피해를 입은 사람들의 장기적인 복구 수요를 지원하기 위한 프로그램을 시작했다. 이 기구는 장기 주택으로 전환하는 동안 그들의 임시 주택과 기본적 필요를 충족시키기 위해 적격 가구의 사람들에게 재정적 지원을 제공했다.

### 지역사회 보건 서비스

#### 커뮤니티 지원 서비스
캐나다 적십자사는 노인, 취약계층, 그리고 그들의 간병인에게 매일 지원을 제공하는 다양한 지역사회 지원 서비스를 제공한다. 이 프로그램들의 목표는 삶의 질, 독립성, 그리고 사회에 대한 적극적인 참여를 유지하는 것을 지원하는 것이다. 이용 가능한 프로그램 및 서비스에는 영양 지원 프로그램(예: 바퀴 위의 식사), 사회적 포용 프로그램, 지원 주택 및 지원 봉사 서비스에서의 생활 보조, 안전 프로그램 및 교통이 포함된다. 이러한 프로그램의 사용 가능 여부는 다양하다. 적십자는 또한 극한 날씨 동안 노숙자들에게 서비스를 제공한다.

#### 의료 장비 대출 프로그램(HELP)
이 프로그램은 질병이나 부상을 다루는 사람들에게 건강 장비를 제공하여 그들이 병원에서 더 빨리 집으로 돌아오거나 더 독립적으로 살 수 있도록 한다. 이 프로그램은 브리티시컬럼비아주, 앨버타주, 뉴브런즈윅주, 프린스 에드워드 섬, 노바스코샤주, 뉴펀들랜드 래브라도주, 유콘 준주에서 운영되고 있다. 제공되는 보조 장비의 유형은 휠체어, 보행기, 목욕 시트와 벤치, 코모드와 화장실 시트, 목발과 지팡이, 침대 손잡이 및 기타 내구성이 뛰어난 의료 장비를 포함한다.이 프로그램은 재정기부는 물론 중고 의료장비 기증을 통해 지원금을 받아 매립지에서 전용하고 있으며, 자원봉사자와 보건당국의 지원으로 진행됐다.

#### 홈케어 서비스
캐나다 적십자사는 노인들과 질병이나 부상으로부터 회복하는 사람들의 독립적인 삶을 지원하기 위해 개인적인 지원과 가사 서비스를 제공한다. 이러한 서비스에는 개인 관리, 홈 관리, 휴식 및 동반자 관리 등이 포함된다. 노바스코샤, 뉴브런즈윅, 온타리오에서 홈케어 서비스를 이용할 수 있다.

### 이주 및 난민 서비스
캐나다 적십자는 캐나다 시민권 및 이민국(CIC)의 요청에 따라 1999년부터 이민자 수용 시설에 대한 독립적인 감시에 관여해 왔다. 그 조직은 억류자들이 인도적으로 대우받고 그들의 인권과 내재된 존엄성이 존중되는지를 결정하기 위해 독립적인 모니터링을 제공한다. 2014년 기준으로, 이것은 퀘벡, 온타리오, 앨버타, 브리티시컬럼비아, 매니토바의 연방 이민 수용 시설과 일부 지방 교정 시설을 방문하는 것을 포함한다.

### 안전, 응급처치 및 심폐소생술
캐나다 적십자사는 전쟁터에서 부상자를 치료하고 가정과 직장에서의 응급상황에 효과적으로 대처할 수 있도록 개인을 훈련시키는 일에 관여하고 있다. 이 단체는 50년 이상 캐나다인들에게 응급처치와 심폐소생술 훈련을 제공해 왔다. 매년, 약 60만 명의 캐나다인들이 훈련을 받았다.
1946년 적십자 수영과 수상 안전 프로그램은 1940년대 캐나다에서 일어난 많은 익사의 결과로 도입되었다. 그 이후로 캐나다 전역의 3,500개 이상의 공동체에서 3천만 명 이상의 캐나다인들이 수영과 물 주변에서 안전하게 지내는 법을 배웠다. 수영 프로그램은 운영이 구명 협회에 넘어가면서 인도주의적 노력에 더 많은 관심을 기울이기 위해 2022년에 종료되었다.
2012년 캐나다 적십자 및 구명 협회는 캐나다 공중 보건국과 협력하여 캐나다 전역의 원격 지역사회를 포함하여 전국적으로 물 안전 문제에 대한 인식을 증진시키는 커뮤니티 물 활동 안전 프로그램인 오픈 워터 지혜 이니셔티브를 시작했다.

## 국제 프로그램

### 응급 및 재난
캐나다 적십자사는 분쟁, 재해, 보건 비상사태의 영향을 받는 취약 지역사회에 일차 의료 프로그램, 구호물자, 물, 위생 및 피난처 솔루션을 제공한다. 협회의 국제 프로그램은 대규모 인도적 지원을 제공하는 지역사회 기반 프로그램을 지원한다.

### 국제 개발
캐나다 적십자사는 아프리카, 아메리카, 아시아, 중동, 북아프리카 지역에 장기적인 개발 프로그램을 가지고 있다.

### 산모, 신생아 및 소아 건강
캐나다 적십자사는 지역사회에 기반을 둔 건강 프로그램을 지원하며, 특히 보건 서비스가 부족하고 응급상황이 발생한 원격지에서는 말라리아, 폐렴, 설사, 영양실조를 포함하여 엄마와 아이들의 예방 가능한 질병을 해결한다. 그들은 또한 생식, 신생아 관리와 모유 수유, 어린 아이들을 위한 영양, 위생, 위생, 식수 접근 방법에 대한 교육을 제공한다.

## 논란

### 크레버 위원회
1998년 9월 28일까지 캐나다 적십자사는 캐나다의 모든 혈액 서비스를 담당했다. 크레버 위원회의 권고에 따라, 조직은 이 직위에서 제거되었고 캐나다 혈액 서비스로 대체되었다. 이는 캐나다 적십자사가 1986년과 1990년 사이에 C형 간염과 HIV에 오염되었을 수 있다는 것을 알고 혈액을 공급했다는 사실이 밝혀졌을 때 전국적인 논란 때문이었다.
에이즈의 위기 동안, 캐나다 적십자사는 어떠한 사실이나 경험적 증거도 없이 에이즈의 바이러스를 가지고 있다고 아이티 공동체를 비난했고 그들이 헌혈을 하는 것을 금지했다. 아이티 사회와 단체들은 토론토 에이즈 위원회와 같은 다른 활동가 단체들과 함께 일했고, 이로 인해 적십자에 대항하여 조직되었다.
1994년 캐나다 적십자사가 1990년 이전에 공급한 혈액제제를 사용한 혈우병 환자의 95%가 C형 간염에 걸린 것으로 조사되었다. 크레버 위원회에 따르면, 이러한 감염의 약 85%가 예방될 수 있었다고 한다. 유럽과 미국의 혈액 서비스와 비교했을 때, CRC는 혈액제제를 받는 사람들에게 가능한 감염에 대한 정보를 전파하는 데 느렸다. 그 기간 동안 1,100명 이상의 캐나다인들이 HIV에 감염되었고 20,000명이 적십자가 제공한 수혈로 C형 간염에 걸렸다.
캐나다 적십자사는 오염된 혈액 스캔들에 대한 역할로 5천 달러의 벌금을 부과받았고, 그 단체는 오염된 약을 배포한 것에 대해 유죄를 인정하기로 동의했다. 그것은 연구 기부 기금과 피해자들의 가족들을 위한 장학금을 위해 오타와 대학에 150만 달러를 기부하기로 합의했다. 그 대가로 캐나다 적십자사에 대한 6건의 형사 고소는 취하되었다.
당시 캐나다 적십자의 국장인 로저 페로 박사는 이 스캔들에 대한 그의 역할로 재판에 넘겨졌다. 토론토에서 열린 대법원에 앞서 열린 첫 재판에서 무죄가 선고됐다. 그는 신체에 해를 입힌 4가지 범죄 과실 혐의와 일반적인 골칫거리 중 하나로 기소되었다. 형사상 과실은 오염된 혈액에서 HIV에 감염된 네 명의 피해자에게 특정되었다. 해밀턴에서 열린 두 번째 재판에서 역시 고등법원에 대한 공소사실이 취하되었다. 이 혐의는 6가지 흔한 성가신 죄목이며 "그가 기증자를 제대로 선별하지 못하고, 혈액 매개 바이러스에 대한 검사를 시행하지 못하고, C형 간염과 HIV에 대한 위험을 대중에게 경고하지 않아 대중을 위험에 빠뜨렸다는 주장에서 비롯되었다"며 AIDS에 대한 이해가 훨씬 더 초보적이었던 시기와 관련이 있다. 더 이상 합리적 유죄 선고 전망이 없다는 이유로 고소가 취하됐다.

### 2004년 인도 쓰나미 근로자 학대 의혹 조사
캐나다 라디오(CBC)는 2010년 3월 17일 더 내셔널에서 처음 방송하였다. 이 보고서는 인도네시아 아체 지방의 지역사회를 재건하기 위해 캐나다 적십자사가 고용한 노동자들이 직면한 문제에 대해 보도했다.

## 같이 보기
- 캐나다 혈액국
- 캐나다의 왕실 후원 기관 목록
- 적십자 및 적신월사 목록
- 캐나다 구조대원 기념물
- 캐나다 왕립 혈액 시스템 조사 위원회